# Tour de Rumania

El Tour de Rumania (oficialmente: Romanian Cycling Tour; en rumano: Turul al Romaniei) es una carrera ciclista por etapas que se disputa en Rumania.

Recorrido de la carrera en la edición del 2012.

Se comenzó a disputar en 1934 como carrera amateur aunque ha tenido varios parones y no se ha disputado con continuidad. A partir de 2008 comenzó a ser profesional formando parte del UCI Europe Tour, dentro la categoría 2.2 (última categoría del profesionalismo), a excepción de 2019, que ascendió a categoría 2.1.

## Palmarés
| Año                               | Ganador                  | Segundo                 | Tercero               |           |
| --------------------------------- | ------------------------ | ----------------------- | --------------------- | --------- |
| 1934                              | Marin Nikolov            | Ghenadie Sminoff        | Zamfir Munteanu       |           |
| 1935                              | Daniel Zigmund           | Nicolae Ion Tapu        | Jerzy Lipiński        |           |
| 1936                              | Pierre Gallien           | Stjepan Grgac           | Willy Kutschbach      |           |
| 1937-1945 ediciones no realizadas |                          |                         |                       |           |
| 1946                              | August Prosenik          | Nicolae Chicomban       | Ion Strain            |           |
| 1947-1949 ediciones no realizadas |                          |                         |                       |           |
| 1950                              | Constantin Sandru        | Vittorio Nicolozzo      | Ervant Norhadian      |           |
| 1951                              | Marin Niculescu          | Nicolae Chicomban       | Gheorghe Sandu        |           |
| 1952 edición no realizada         |                          |                         |                       |           |
| 1953                              | Nicolae Vasilescu        | Nuta Petre              | Gheorghe Sandu        |           |
| 1954                              | Constantin Dumitrescu    | Stefu Stefan            | Constantin Istrate    |           |
| 1955                              | Constantin Dumitrescu    | Ludovic Zanoni          | Stefu Stefan          |           |
| 1956                              | Constantin Dumitrescu    | Gabriel Moiceanu        | Nicolae Maxim         |           |
| 1957 edición no realizada         |                          |                         |                       |           |
| 1958                              | Gabriel Moiceanu         | Ludovic Zanoni          | Maricel Boinea        |           |
| 1959                              | Ion Cosma                | Gabriel Moiceanu        | Gheorghe Radulescu    |           |
| 1960                              | Walter Ziegler           | Grunzig Jorg            | Silviu Duta           |           |
| 1961                              | Ion Cosma                | Gabriel Moiceanu        | Gheorghe Radulescu    |           |
| 1962-1965 ediciones no realizadas |                          |                         |                       |           |
| 1966                              | Gheorghe Suciu           | Ion Cosma               | Costantin Ciocan      |           |
| 1967                              | Emil Rusu                | Walter Ziegler          | Ludovic Barschel      |           |
| 1968                              | Walter Ziegler           | Grigore Constantin      | Vasile Selejan        |           |
| 1969                              | Jurgen Wanzlik           | Teodor Vasile           | Alexandru Sofronie    |           |
| 1970-1972 ediciones no realizadas |                          |                         |                       |           |
| 1973                              | Teodor Vasile            | Vasile Selejan          | Ion Cernea            |           |
| 1974                              | Mircea Romașcanu         | Liubomir Zojoc          | Mustapha Najjari      |           |
| 1975-1982 ediciones no realizadas |                          |                         |                       |           |
| 1983                              | Mircea Romașcanu         | Ionel Gancea            | Cornel Nicolae        |           |
| 1984                              | Constantin Carutasu      | Valentin Constantinescu | Ionel Gancea          |           |
| 1985                              | Mircea Romașcanu         | Ionel Gancea            | Gheorghe Kleinpeter   |           |
| 1986                              | Frank Schönherr          | Valentin Constantinescu | Dariusz Matuszyk      |           |
| 1987                              | Valentin Constantinescu  | Olimpiu Celea           | Ludovic Kovacs        |           |
| 1988                              | Vasile Mitrache          | Mircea Romașcanu        | Mihai Orosz           |           |
| 1989                              | Danut Catana             | Anton Stelian           | Costel Popa           |           |
| 1990                              | Vasie Apostol            | Valentin Constantinescu | Florian Toader        |           |
| 1991                              | Svyatoslav Ryabushenko   | Costel Popa             | Ilia Gromov           |           |
| 1992                              | Vladimir Perelalsny      | Pavel Chumanov          | Youry Prokopenko      |           |
| 1993                              | Jürgen Koberschinski     | Cristian Dabi           | Raoul Grigorici       |           |
| 1994                              | Anton Stelian            | Stanimir Odrinski       | Swetoslaw Tschanliew  |           |
| 1995                              | Igor Mirtianin           | Vitaly Lazurenko        | Danut Catana          |           |
| 1996 edición no realizada         |                          |                         |                       |           |
| 1997                              | Florin Privache          | Ciurtiac Varenin        | Peter Vöhlzoc         |           |
| 1998                              | Igor Bonciucov           | Sergei Tretjakow        | Lars Bener            |           |
| 1999                              | Sergei Tretjakow         | Alexandr Sabalin        | Bram Tankink          |           |
| 2000                              | Vadim Krávchenko         | Serguéi Lavrenenko      | Luuc Hutten           |           |
| 2001                              | Leonid Timchenko         | Emil Pavel Lupaș        | Alexandr Sabalin      |           |
| 2002                              | Alexandr Sabalin         | Swetoslaw Tschanliew    | Roman Radchenko       |           |
| 2003                              | Jelle van Groezen        | Emil Pavel Lupaș        | Pavel Nevdakh         |           |
| 2004                              | Vladimir Koev            | Mert Mutlu              | Volodymyr Starchyk    |           |
| 2005                              | Ivailo Gabrovski         | Oleksandr Surutkovych   | Radoslav Konstantinov |           |
| 2006                              | Pavel Chumanov           | Dimitar Dimitrov        | Oleksandr Sheydyk     |           |
| 2007                              | George Daniel Anghelache | Atanas Kostov           | Stanislav Rudyy       |           |
| 2008                              | Rida Cador               | Sander Oostlander       | Swetoslaw Tschanliew  |           |
| 2009                              | Alekséi Shchebelin       | Vladimir Koev           | Pavel Chumanov        |           |
| 2010                              | Bruno Rizzi              | Ioannis Tamuridis       | Alessandro De Marchi  |           |
| 2011                              | Andrei Nechita           | Ioannis Tamuridis       | Angelo Ciccone        |           |
| 2012                              | Matija Kvasina           | Víctor de la Parte      | Johannes Heider       |           |
| 2013                              | Vitaliy Buts             | Mykhailo Kononenko      | Ivan Stévic           |           |
| 2014-2017 ediciones no realizadas |                          |                         |                       |           |
| 2018                              | Serghei Țvetcov          | Onur Balkan             | Mateusz Grabis        |           |
| 2019                              | Alex Molenaar            | Savva Novikov           | Karel Hník            |           |
| 2020                              | Eduard-Michael Grosu     | Nikodemus Holler        | Szymon Krawczyk       |           |
| 2021                              | Jakub Kaczmarek          | Serghei Țvetcov         | Szymon Rekita         |           |
| 2022                              | Mark Stewart             | Cristian Raileanu       | Jakub Otruba          |           |
| 2023                              | cancelada                | cancelada               | cancelada             | cancelada |
| 2024                              | Ilkhan Dostiyev          | Davide Toneatti         | Lukáš Kubiš           |           |

Nota: En la edición 2010, Vladimir Koev fue inicialmente el ganador, pero recibió una sanción por 8 años violaciones a las reglas antidopaje (ADVR) debido al uso de Heptaminol. La sanción aplicó para el periodo comprendido entre el 5 de junio de 2009 y el 10 de junio de 2018, por lo que todos resultados obtenidos en dicho periodo quedaron anulados

## Palmarés por países
| País         | Victorias |
| ------------ | --------- |
| Rumania      | 30        |
| Bulgaria     | 4         |
| Alemania     | 3         |
| Kazajistán   | 3         |
| Ucrania      | 2         |
| Rusia        | 2         |
| Países Bajos | 2         |
| Polonia      | 2         |
| Francia      | 1         |
| Yugoslavia   | 1         |
| Moldavia     | 1         |
| Hungría      | 1         |
| Croacia      | 1         |
| Reino Unido  | 1         |